# Dois na Gangorra
Dois na Gangorra (Two for the Seesaw) foi uma peça teatral apresentada em em 2003 no Teatro Abel em Niterói, e em 2004 no Teatro Procópio Ferreira, estrelada por Giovanna Antonelli e Murilo Benício, com direção por Walter Lima Jr. e texto de William Gibson, traduzido por Domingos de Oliveira.
William Gibson faz um retrato da natureza humana se redescobrindo através da relação amorosa, e com seus diálogos brilhantes mantém vivo o espírito da comédia romântica que faz da peça um sucesso que vem encantando platéias de todo o mundo há quatro gerações.

## Sinopse
Muita carência e solidão acabam aproximando o casal de personagens, ele (Murilo Benício) um advogado recém-separado de sua mulher, com medo de amar novamente e tentando desastradamente recomeçar uma nova experiência como solteiro na grande selva da cidade; ela (Giovanna Antonelli), jovem figurinista, ex-bailarina, sempre esperançosa de poder alterar o cinzento universo ao seu redor. O encontro dos dois indica a procura da auto-estima que, pouco a pouco, irá restaurar a confiança no ato de amar.
A cena acontece em Nova Iorque, mas poderia ser também em qualquer lugar do mundo, sem perda de identidade. A ação transcorre nos anos 50, mas poderia acontecer em qualquer época.